# Lat Krabang
Lat Krabang (thailändisch ลาดกระบัง) ist einer der 50 Khet (Bezirke) in der östlichen Vorstadt von Bangkok, der Hauptstadt von Thailand.

## Geographie
Die benachbarten Bezirke sind im Uhrzeigersinn von Norden aus: Min Buri und Nong Chok (Bangkok), Mueang Chachoengsao (Provinz Chachoengsao), Bang Bo, Bang Sao Thong und Bang Phli (Provinz Samut Prakan) sowie Prawet und Saphan Sung (Bangkok).
Lat Krabang ist der Bangkoker Bezirk mit der zweitgrößten Fläche (nach Nong Chok) und zugleich einer der am dünnsten besiedelten. Er weist eine suburbane, in seinem Ostteil sogar noch ländliche Struktur auf.

## Geschichte
Lat Krabang war ursprünglich ein Bezirk der alten Provinz Min Buri und hieß bis 1927 Amphoe Saen Saep. Im Jahr 1931 wurde es, wie Min Buri, Teil der vergrößerten Provinz Bangkok (Phra Nakhon).
Seit Mitte der 1980er-Jahre hat die Bevölkerungszahl und -dichte von Lat Krabang stark zugenommen. Gegenüber 56.000 Einwohnern im Jahr 1985 hatte sie sich bis 1999 verdoppelt und bis 2014 sogar verdreifacht.
Thailands neuer internationaler Flughafen Suvarnabhumi International Airport liegt im benachbarten Bezirk Bang Phli der Provinz (Changwat) Samut Prakan. Die Regierung plant daher, Bang Phli mit dem Amphoe Bang Sao Thong (ebenfalls Provinz Samut Prakan) zusammen mit den Bangkoker Khet Prawet und Lat Krabang zu einer neuen Provinz Nakhon Suvarnabhumi zusammenzufassen.

## Ausbildung
- King Mongkut’s Institute of Technology Lat Krabang

## Verwaltung
Der Bezirk ist in 6 Unterbezirke (Khwaeng) gegliedert:
| Nr. | Name                | Thai          | Einw.  |
| --- | ------------------- | ------------- | ------ |
| 1.  | Lat Krabang         | ลาดกระบัง      | 29.324 |
| 2.  | Khlong Song Ton Nun | คลองสองต้นนุ่น   | 65.581 |
| 3.  | Khlong Sam Prawet   | คลองสามประเวศ | 15.275 |
| 4.  | Lam Pla Thio        | ลำปลาทิว       | 21.439 |
| 5.  | Thap Yao            | ทับยาว         | 26.452 |
| 6.  | Khum Thong          | ขุมทอง         | 07.653 |

## Wirtschaft und Verkehr
Lat Krabang besitzt zwei gleichnamige Bahnhöfe an der Ostbahn, einen Personenbahnhof und einen bedeutenden Umschlagbahnhof, das Lat Krabang Inland Container Depot. Zwei größere Infrastrukturvorhaben mit einem Gesamtwert von 36 Milliarden Baht wurden im Oktober 2007 genehmigt. Es handelt sich dabei um Eisenbahnstrecken zwischen Lat Krabang, den Tiefseehäfen Laem Chabang und Map Ta Phut sowie Nakhon Ratchasima.  Am Bahnhof Lat Krabang hält auch der Suvarnabhumi Airport Rail Link.